# Xunem

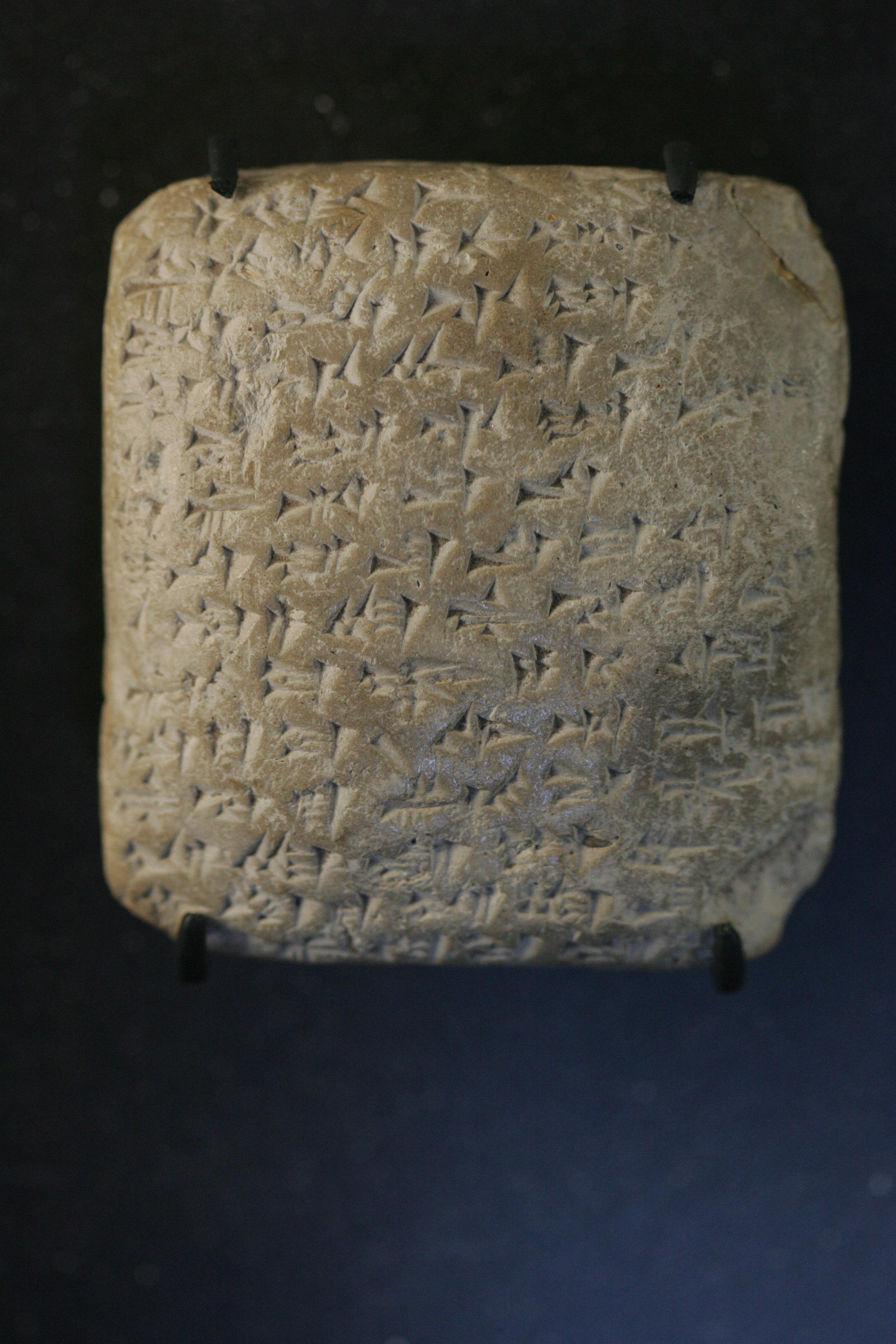
Tauleta cuneïforme on s'esmenta la ciutat.

Xunem (en hebreu שׁוּנֵם en grec antic Σουνὰν) va ser una ciutat cananea de la plana costanera d'Israel, propera a la moderna Solem. Era al territori assignat per Josuè a Issacar, prop de Guilboa. Al segle xiv aC estava sota domini egipci i governada per Biridiya, rei de Megiddo, que governava també Nuribta.
Era la ciutat natal d'Abisag, la jove que va ser concubina del rei David als darrers anys de la seva vida. En aquell lloc, el profeta Eliseu va ressuscitar el fill d'una dona que l'havia acollit a casa seva.
Shunaam (Xunem) es troba mencionada al catàleg de ciutats conquistades pels faraons egipcis Tuthmosis III i Sheshonq I.